# 桜りりぃ
桜 りりぃ（さくら - 、1986年11月22日 - ）は、日本のグラビアアイドル、タレント、和太鼓奏者。東京都出身。ティーディープロモーション所属。
キャッチフレーズは、「本格派!!和太鼓アイドル誕生!!一人前の和太鼓奏者になるべく、修行の日々。」とくに好きな太鼓演奏は、かつぎ桶と盆太鼓。
和太鼓アイドルユニット「東京おとめ太鼓」プロデュース＆リーダー。新宿「ロボットレストラン」和太鼓ショー指導演出中。

## 来歴
- 小学校の部活動で和太鼓と出会い、14歳まで地元の和太鼓サークルに所属。
- 2006年より都内の和太鼓団体「破魔」に所属、現在に至る。
- 2009年「和太鼓アイドル」としてソロでの演奏活動と芸能活動を始め、自身で作曲もおこなうようになる。

## 人物
- 特技： 和太鼓、縦笛
- 趣味：コンビニの新メニュー調査、猫と会話、民謡

得意な太鼓演目
- 「曲打ち」 - 長胴太鼓を斜めの台座に乗せ、曲に合わせて演奏します。盆踊りなどで見られる太鼓で、「盆太鼓」とも。 2011年には、この演目における「日本一コンテスト」で優勝。最も得意とする太鼓演目。
- 「かつぎ桶胴による演奏」 -  桶胴太鼓を肩からかついで演奏。
- 「大太鼓一本打ち」 - 大太鼓を高い位置に、打面を垂直に設置し、通常は観客に背中を向けて演奏。

## 出演

### テレビ
- アイドルマンション物語（2009年 - 2010年、エンタ371!）
- 叱るGENJI（朝日放送）
- ヨロシクまんでぃ（テレビ埼玉）

### 映画
- 雷桜
- さらば復讐の狼たちよ

### 舞台
- アリスインプロジェクトx劇団女神座「ももいろナースステーション」（2011年5月24日 - 29日、シアターKASSAI） - 川辺鈴乃 役
- ゴブレイプロジェクト「楢山異邦人」（2013年7月17日 - 21日、シアターKASSAI）

### オリジナルビデオ
- バーニングアクションスーパーヒロイン列伝 魔忍狩り紅（2012年11月9日、ZENピクチャーズ）- 桜鈴/魔忍狩り・紅 役
- ハイパーセクシーヒロインNEXT ソウルファイター冴（2014年1月10日、ZENピクチャーズ）- 王女マヤ 役
- 伝承戦隊フェアナイツ外伝 忍エージェント フブキ（2022年12月23日、ZENピクチャーズ）- 女幹部ジョロウキ 役

### イベント
- やぐフェス〜アイドルを原宿で見るか、アベマで見るか〜（2017年12月3日、原宿アストロホール[2]）[3] - 東京おとめ太鼓として

## リリース作品

### DVD
- 桜りりぃ Wadaiko （2009年9月29日、オルスタックピクチャーズ）
- 桜りりぃ くいしんぼう（2010年1月29日、オルスタックピクチャーズ）[4]
- 桜りりぃ いやしんぼう〜（2010年5月28日、オルスタックピクチャーズ）